# Egon Müller
Egon Ludwig Müller (ur. 26 listopada 1948 w Kilonii) – niemiecki żużlowiec, występujący również na długim torze i na trawie.

## Życiorys
Uczestniczył siedem razy w finałach indywidualnych mistrzostw świata. Raz zdobył tytuł mistrzowski. Był to rok 1983 i finał w niemieckim Norden na torze Motodrom Halbemond, gdzie okazał się bezkonkurencyjny, zwyciężając z kompletem 15 punktów. Dwukrotny brązowy medalista drużynowych mistrzostw świata na torze w Olching (1981) oraz w Londynie na torze White City Stadium (1982). Trzykrotnie startował w finałach mistrzostw świata par, zdobywając w 1977 w Manchesterze brązowy medal. Ma na swoim koncie tytuły mistrza świata w wyścigach na długim torze w 1974 w Scheeßel, w 1975 w Radgonie, w 1978 w Mühldorf. Posiada w swoim dorobku także dwa srebrne medale: 1980 i 1984, oraz dwa brązowe, które wywalczył na torach w Mariańskich Łaźniach (1976) oraz Esbjerg (1982). Indywidualny Mistrz RFN z lat 1979, 1981, 1983, 1984, 1985.
Obecnie jest mechanikiem żużlowym. W przeszłości Egon Müller zajmował się silnikami żużlowymi Tomasza Golloba.

## Osiągnięcia
Indywidualne Mistrzostwa Świata
- 1976 –  Chorzów – 8. miejsce – 8 punktów → wyniki
- 1977 –  Göteborg – 7. miejsce – 8 punktów → wyniki
- 1980 –  Göteborg – 14. miejsce – 4 punkty → wyniki
- 1981 –  Londyn – 7. miejsce – 9 punktów → wyniki
- 1983 –  Norden – 1. miejsce – 15 punktów → wyniki
- 1984 –  Göteborg – 14. miejsce – 3 punkty → wyniki
- 1985 –  Bradford – 12. miejsce – 5 punktów → wyniki

Drużynowe Mistrzostwa Świata
- 1981 –  Olching – 3. miejsce → wyniki
- 1982 –  Londyn – 3. miejsce → wyniki

Mistrzostwa Świata Par
- 1977 –  Manchester – 3. miejsce → wyniki

Indywidualne Mistrzostwa Świata na długim torze
- 1974 –  Scheeßel – 1. miejsce – 30 punktów → wyniki
- 1975 –  Radgona – 1. miejsce – 27 punktów → wyniki
- 1976 –  Mariańskie Łaźnie – 3. miejsce – 21 punktów → wyniki
- 1978 –  Mühldorf – 1. miejsce – 26 punktów → wyniki
- 1980 –  Scheeßel – 2. miejsce – 18 punktów → wyniki
- 1982 –  Esbjerg – 3. miejsce – 21 punktów → wyniki
- 1984 –  Herxheim – 2. miejsce – 19 punktów → wyniki

Indywidualne Mistrzostwa RFN
- pięciokrotny mistrz: 1979, 1981, 1983, 1984 i 1985